# Amat Carreras i Doll
Amat Carreras i Doll (Barcelona, 1955 - Blanes, 2024) fou un muntador i editor de cinema català. Va estudiar a l'Escola d'Estudis Artístics de l'Hospitalet de Llobregat, on s'especialitzà en cinema, i debutà com a meritori al departament editorial de la pel·lícula L'obscura història de la cosina Montse (1976) de Jordi Cadena. Va treballar com a editor en diversos curtmetratges i en treballs publicitaris, i va debutar com a muntador el 1986 en el llargmetratge de Ventura Pons La rossa del bar. Ha col·laborat amb directors com Ventura Pons, Jordi Cadena, Francesc Betriu i Carles Balagué. Des de 1992 també es dedica a la docència. El 2004 fou nominat al premi al millor muntatge als IV Premis Barcelona de Cinema.

## Filmografia
- La rossa del bar (1986)
- L'escot (1986)
- L'aire d'un crim (1987)
- La senyora (1987)
- Puta misèria! (1988)
- La teranyina (1989)
- Mal d'amors (1992)
- Ivorsi (1993)
- Historias de la puta mili (1994)
- Assumpte intern (1995)
- Una piraña en el bidet (1996)
- Pa que veas tú (1998)
- Assassini dei giorni di festa (2002)
- Joves (2004)